# You Fail Me
Albums de Converge
Unloved and Weeded Out
(2003) No Heroes
(2006)
You Fail Me est un album du groupe hardcore Converge sorti le 20 septembre 2004, sur le label Epitaph Records.

## Plages
1. First Light - 1:01
2. Last Light - 3:33
3. Black Ground - 2:19
4. Drop Out - 2:31
5. Hope Street - 1:06
6. Heartless - 2:28
7. You Fail Me 5:36
8. In Her Shadow - 6:25
9. Eagles Become Vultures - 2:10
10. Death King - 2:07
11. In Her Blood - 4:06
12. Hanging Moon - 2:04

La version vinyle comprend une pièce supplémentaire intitulée Wolves at My Door à la plage 10.

## Musiciens
- Jacob Bannon - voix, paroles, concept visuel
- Kurt Ballou - guitare, voix, guitare basse, clavier, percussion, thérémine
- Nate Newton - guitare basse, voix
- Ben Koller - batterie, percussion